# LGM-118A Peacekeeper

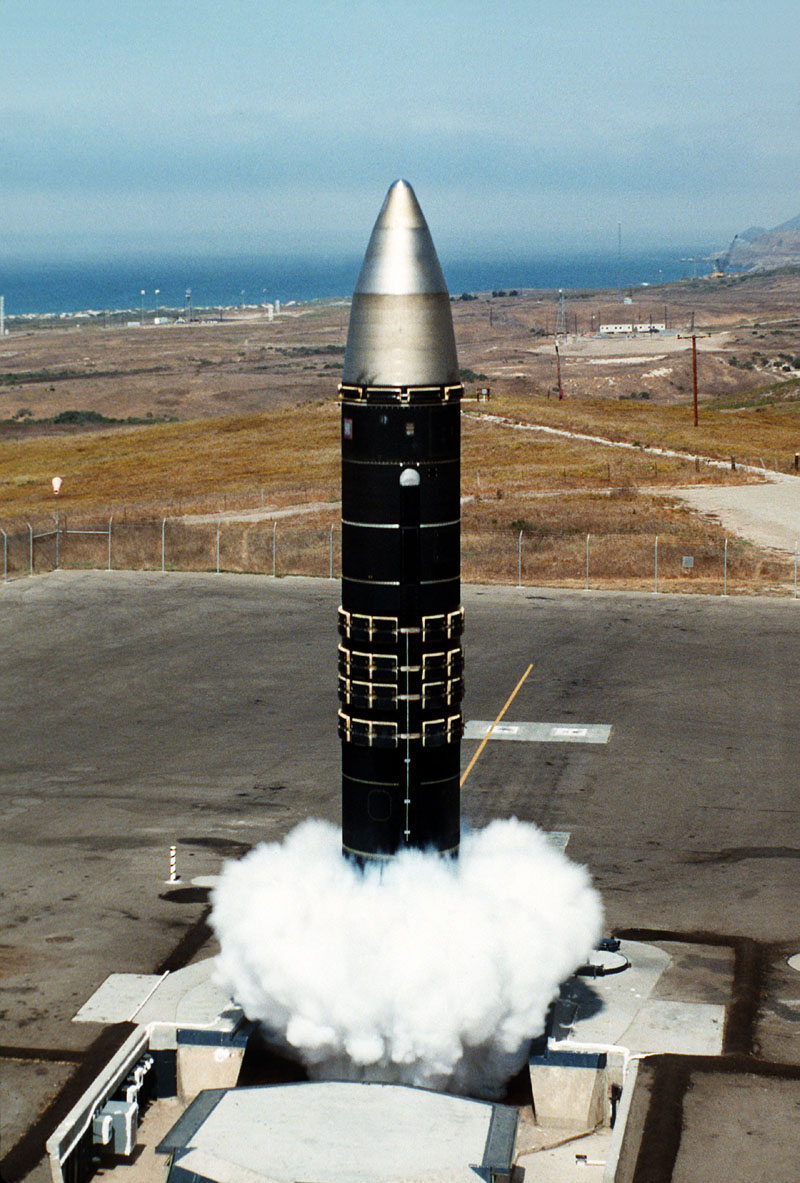
LGM-118A Peacekeeper

LGM-118A Peacekeeper, cunoscută inițial ca "MX missile" (racheta MX), a fost o rachetă balistică intercontinentală lansată din silozuri terestre. 

## Date generale
A intrat în seviciul US Air Force în 1986. Au fost desfășurate doar 50 de exemplare din cauza faptului că nu s-a putut găsi o modalitate acceptabilă de a le apăra de atacuri cu rachete balistice intercontinentale sovietice (mai ales SS-18). Rachetele au fost scoase din serviciu în septembrie 2005, deoarece au fost considerate ca fiind o armă foarte destabilizatoare. Rachetele purtau câte 10 ogive nucleare multiple W87 cu o putere de 330 kt TNT și erau cele mai moderne concepute vreodată, putând să le transporte la peste 10000 km. Precizia era foarte ridicată (CEP =120 m: jumătate din ogive aveau să cadă la mai puțin de 120 m de țintă, mult peste cea atinsă de cele sovietice. Precizia este foarte importantă, deoarece unda de șoc și căldura scade invers proporțional cu distanța de la punctul zero (detonare în aer).

## Legături externe
- en  Fact File: Intercontinental Ballistic Missiles
- en  ICBM Peacekeeper Launch video